# 申用休
申用休（1493年—？年），字戒之，號雲谿，山西省太原府平定州樂平縣人，明朝御史。

## 生平
由國子生中式戊子山西鄉試第六名舉人，嘉靖十一年（1532年）壬辰科會試中式第二百二十名，第三甲第一百二十九名進士。大理寺觀政，授行人，陞南京監察御史，卒官。
申用休墓，在縣東民安村重樓山下。

## 家族
曾祖申鐸；祖申信；父申朗；母郝氏。慈侍下，妻郭氏，繼妻李氏；弟用懋；用章。子嶽；崇；崧；巖。